# Empis bullifera
Empis bullifera är en tvåvingeart som beskrevs av Kessel 1951. Empis bullifera ingår i släktet Empis och familjen dansflugor.
Artens utbredningsområde är Kalifornien. Inga underarter finns listade i Catalogue of Life.